# Wiktor Gomulicki
Wiktor Teofil Gomulicki, pseudonim „Fantazy” (ur. 17 października 1848 w Ostrołęce, zm. 14 lutego 1919 w Warszawie) – polski poeta, powieściopisarz, eseista, badacz historii Warszawy, kolekcjoner. Jeden z najważniejszych twórców polskiego pozytywizmu.

## Życiorys

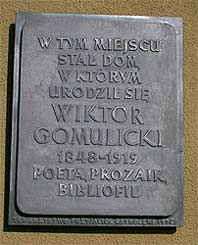
Tablica upamiętniająca miejsce urodzenia Gomulickiego

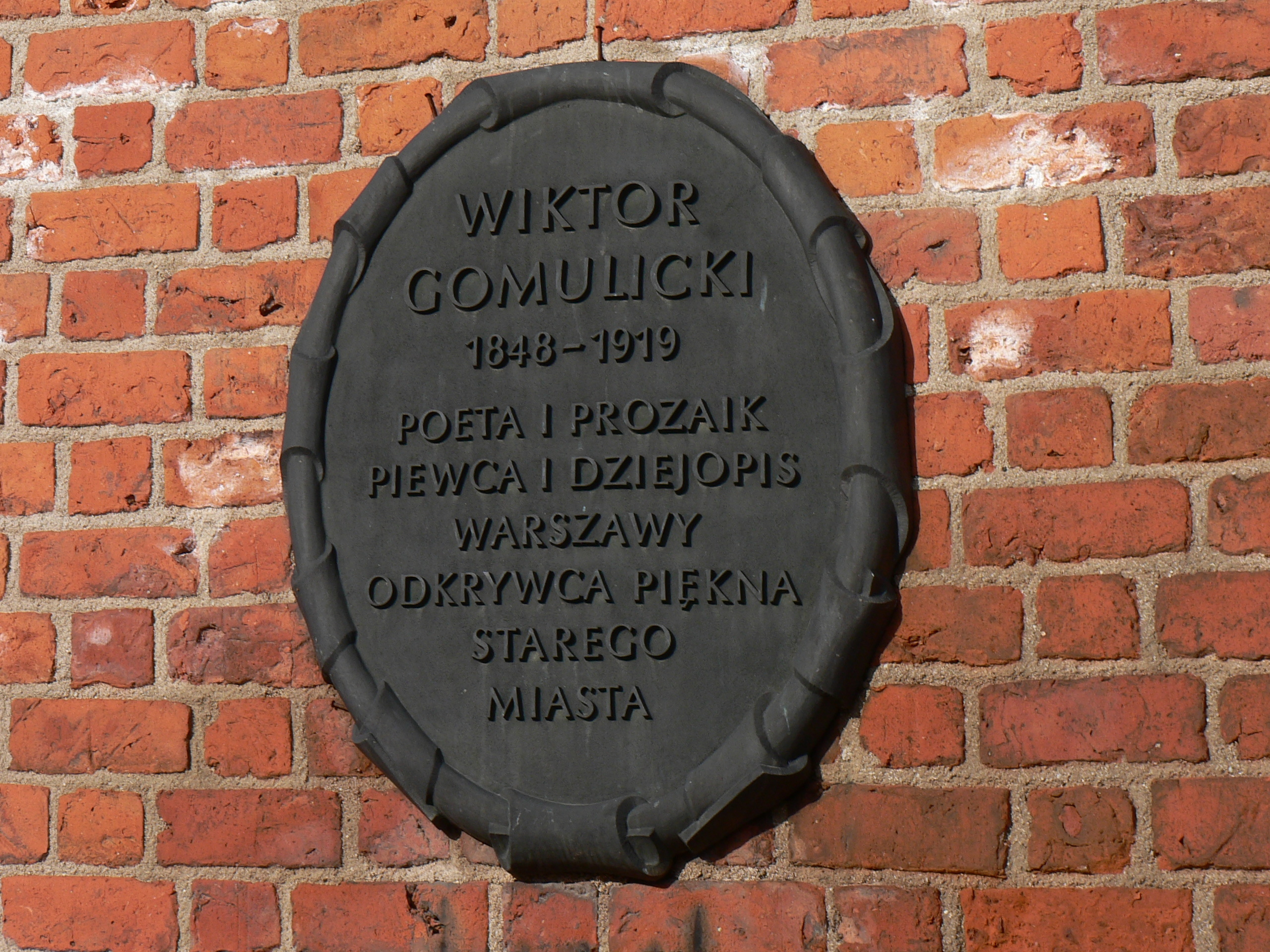
Tablica na murach miejskich w Warszawie

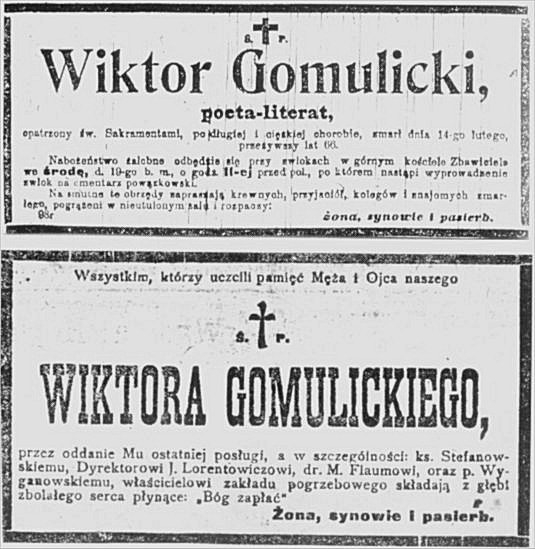
Nekrologi z prasy warszawskiej, po śmierci Wiktora Gomulickiego w 1919 roku

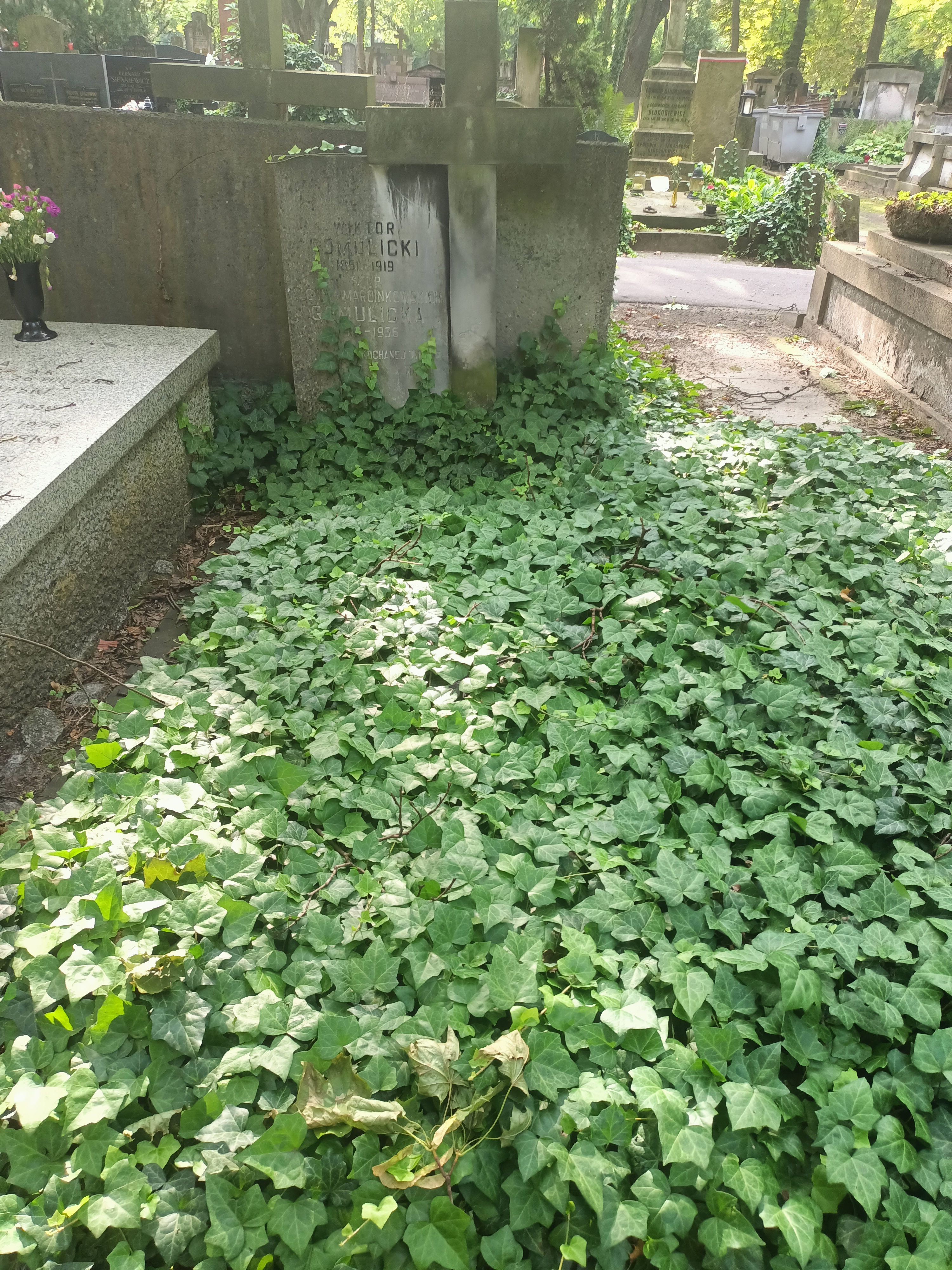
Grób Wiktora Gomulickiego na cmentarzu Powązkowskim w Warszawie

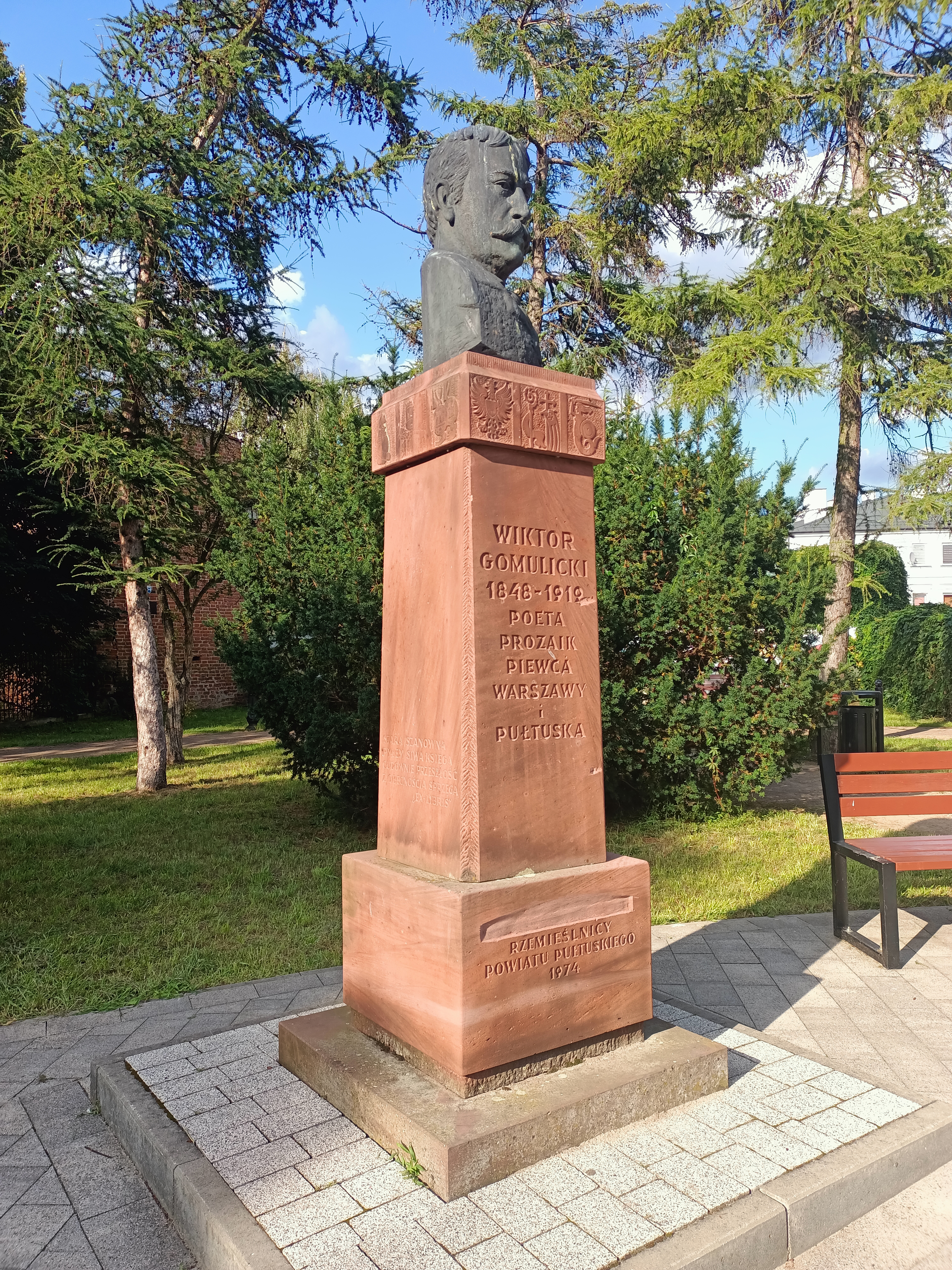
Pomnik Wiktora Gomulickiego w Pułtusku

Dzieciństwo, upamiętnione później w powieści dla młodzieży Wspomnienia niebieskiego mundurka (1906), spędził w Pułtusku. Uczęszczał tam do gimnazjum przy klasztorze oo. benedyktynów. Od 1864 roku mieszkał w Warszawie, gdzie ukończył gimnazjum i w roku 1866 rozpoczął studia prawnicze w Szkole Głównej. W trakcie ich trwania zadebiutował jako poeta na łamach „Tygodnika Ilustrowanego”. Gdy w roku 1869 uczelnia została przekształcona w uniwersytet rosyjski, Gomulicki porzucił naukę.
W latach 1873–1874 i 1887-1889 pracował w redakcji „Kuriera Warszawskiego”, 1875-1888 „Kuriera Codziennego”, w 1874 roku redagował „Muchę”, w 1881 roku „Kolce”, w latach 1889-1890 „Tygodnik Powszechny”, współpracował z „Prawdą”, „Świtem”, „Krajem”. W 1893 otrzymał od belgijskiej Akademii Sztuk, Umiejętności i Literatury medal pierwszej klasy i dyplom honorowy. W 1911 skazany na rok twierdzy za napisanie przedmowy do opowiadania Adama Mickiewicza (kary nie odbył dzięki amnestii dla przestępców politycznych). W 1912 r. w 30-lecie pracy pisarskiej uczczony wydaniem obszernego wyboru jego drobnych utworów pt. Pokłosie. W 1918 r. otrzymał nagrodę literacką im. Elizy Orzeszkowej. Zasłynął także jako kolekcjoner. W jego zbiorach znalazł się dorobek związanych z Warszawą grafików, Fryderyka Krzysztofa i Adolfa Fryderyka Dietrichów, zespoły odbitek dokumentujących rozwój litografii w Warszawie oraz graficzne varsaviana i teatralia.
Zmarł w wieku 70 lat, został pochowany na cmentarzu Powązkowskim w Warszawie (kwatera 202-5-2/3).

## Życie prywatne
Z Marią z domu Humięcką miał syna Romana, ucznia Szkoły Sztuk Pięknych, który w 1906 utonął w Wiśle w Warszawie. Jego inny syn, Juliusz Wiktor Gomulicki (1909-2006), był historykiem literatury i eseistą, natomiast prawnuk Maurycy Gomulicki jest grafikiem i fotografem.

## Twórczość
W jego twórczości największe znaczenie mają utwory poetyckie, odznaczające się finezyjną kunsztownością formy, o urozmaiconej strofice i budowie wersyfikacyjnej
(Poezje 1882,
Poezje 1886,
Nowe pieśni 1896,
Wiersze. Zbiór Nowy 1901,
Biały sztandar 1907,
Światła 1919,
Pod znakiem Syreny 1944).
Tworzył także utwory o tematyce refleksyjno-filozoficznej i pacyfistycznej. W swojej twórczości poruszał tradycje, życie codzienne i piękno Warszawy (W kamienicy „Pod Okrętem”, Schadzka, Warszawa wczorajsza). Szereg wierszy poświęcił Ostrołęce, miastu w którym się urodził (Nad błękitną moją Narwią). Pozostawił po sobie kilka powieści historycznych, mnóstwo felietonów, był również płodnym nowelistą. Będąc też tłumaczem poezji pierwszy w Polsce przekładał Ch. Baudelaire’a (Kwiaty zła). Jako jeden z nielicznych autorów z tamtego okresu głosił wielkość twórczości Norwida zamierzając opracować jego monografię.

## Dzieła
Utwory swoje drukował od roku 1870, pierwsze zbiory poezji w latach 1873 i 1882, z następnych najważniejsze:
- „Poezje” (1887),
- „Nowe pieśni”[3] (1896), „Pieśń o Gdańsku”[4] (1900),
- „Wybór wierszy” (1900), „Biały sztandar”[5] (1906,
- poezje pacyfistyczne), „Światła” (1919).

### Zbiory nowel
- Chałat[6], Oracz, Nieprzespany sen pani Maciejowej, Filemon i Baucis[7] i in.) do dziś bardzo popularne, jubileuszowy wybór nowel pt. „Pokłosie” (1913).

### Powieści
- „Cudna mieszczka”[8] (1897),
- „Miecz i łokieć”[9][10] (1903),
- „Ciury”[11] (1907),
- „Siódme amen IMC Pana Mokrzeckiego” (1910), „Car widmo”[12] (1911),
- „Bój olbrzymów”[13] (1913),
- „Niedziela Romcia”[14] (1896),
- „Wspomnienia niebieskiego mundurka” (1905).

W „Opowiadaniach o starej Warszawie” (3 t., 1900—1909, wyd. II. 2 t. 1913) stał się piewcą stolicy Polski. Wiele ciekawych szczegółów z lat dawnych zebrał w dwóch tomach szkiców literackich: „Kłosy z polskiej niwy” (1912) i „Sylwety i miniatury literackie” (1916). Zbiorowego wydania pism Gomulickiego i obszerniejszej oceny jego twórczości brak.
Był także encyklopedystą. Na prośbę Zygmunta Glogera napisał do jego Encyklopedii staropolskiej hasło Litografie polskie najdawniejsze. Jego nazwisko jako współtwórcę tej encyklopedii wymienia autor w posłowiu tomu IV.